# Pholiurus
Pholiurus é um género botânico pertencente à família Poaceae.